# Епіцентр К
«Епіцéнтр К» — група компаній в Україні та найбільший непродуктовий рітейлер України, заснована 2003 року. Володіє найбільшою в Україні мережею торговельних центрів «Епіцентр» та онлайн-магазином Epicentrk.ua. Група є лідером у сегменті роздрібної торгівлі товарами для дому та ремонту на ринку.
Головний офіс розташований у Києві, а технічний та ІТ підрозділи з 2021 року розміщуються в окремому IQ-офісі «Епіцентру» в м. Городок (Хмельницька обл). Засновниками і власниками є народний депутат України, член групи «За майбутнє», Олександр Герега, його дружина Галина Герега та Тетяна Суржик.
Група також інвестує у виробництво: у сфері агропромисловості — «Епіцентр Агро», керамічної плитки — Epicentr Ceramic Corporation, деревообробки — ЦСМ «Осмолода».
З 2013 року група володіє мережею гіпермаркетів «Нова лінія». У травні 2014 року деякі ЗМІ писали, що «Епіцентр» переєстрував бізнес в Криму після анексії півострова РФ, втім сам Олександр Герега заявив, що компанія втратила всі активи в Криму після його окупації, а у листопаді 2022 року ЗМІ повідомили, що колишній будівельний гіпермаркет в Криму був націоналізований Росією як бізнес, пов'язаний із Герегами.
На території окупованої Росією Донеччини «Епіцентри» у 2015 році перейменували на «Галактики», однак компанія «Епіцентр» продовжувала платити зарплату директору «новоствореної» мережі Геннадію Гальчуку, який співпрацював із окупаційною адміністрацією. Олександр Герега стверджував, що компанія не провадила діяльності на окупованих територіях, магазинами управляли керівники окремих ТЦ, а магазини були привласнені.
Станом на початок 2024 року компанія мала 72 ТЦ «Епіцентр» та «Нова лінія» в Україні. 9 було зруйновано російськими військами, окуповано, або тимчасово зачинено.

## Історія

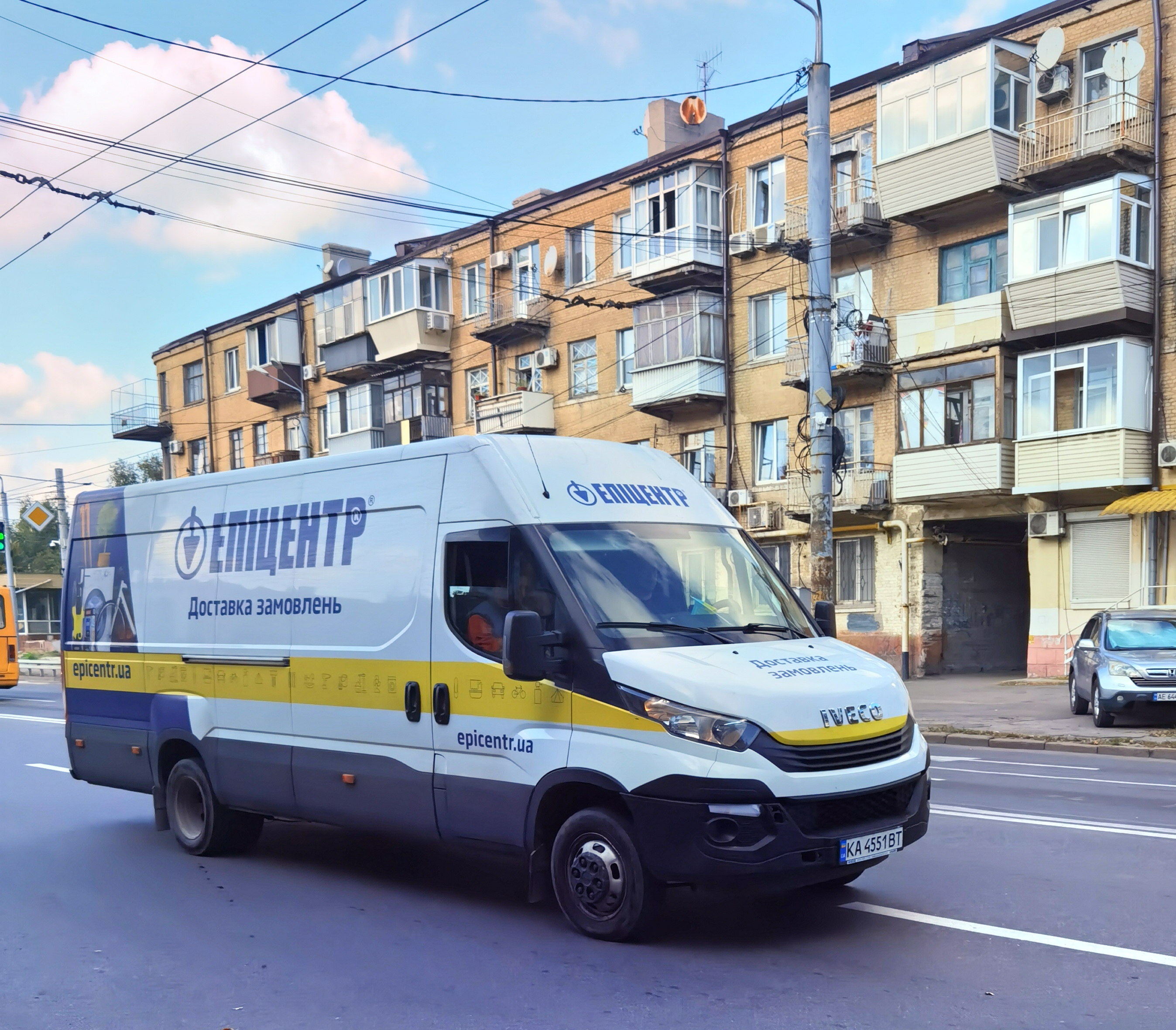
Автомобіль доставки Епіцентра.

1994 року Олександр з дружиною почали займатися дрібним продажем керамічної плитки, яку завозили з Польщі. Спочатку продавали на ринку, а згодом почали здавати товар в невеликі магазини. 1996 року відкрили перший магазин площею 25 м2 та заснували компанію «Цермет АГС».
2000 року компанія була другою після компанії «Агромат» за обсягами реалізації керамічної плитки. 2001 року почалось планування будівництва великого магазину будматеріалів. Прототипом стала французька мережа Castorama в Катовицях у Польщі.
Перший магазин мережі відкритий у 2005 році на Братиславській вулиці у Києві. Протягом двох наступних років відкрилося ще два гіпермаркети в Києві. Четвертий гіпермаркет відкрито у Львові 6 жовтня 2006 року.
Найбільш бурхливим періодом в історії розвитку компанії були 2007—2011 роки, а пік — у 2012—2013 роках. Тоді компанія щорічно відкривала 8-9 нових ТЦ.
Восени 2013 року компанія придбала мережу гіпермаркетів «Нова лінія», яка налічувала 16 гіпермаркетів. Того ж року було придбано логістичний комплекс «Калинівка».
У травні 2014-го, після анексії Криму РФ, власники перереєстрували кримські магазини мережі на власну компанію в Московській області, і вони продовжили роботу на окупованих територіях. При цьому, засновники заявляли про втрату контролю над ТЦ в анексованому Криму та на окупованих територіях Донбасу. Тоді Олександр Герега зазначив, що на території Росії та Криму українським компаніям працювати неможливо.
У серпні 2016 року компанія створила онлайн-магазин 27.ua, того ж року купила контрольний пакет (80 %) акцій холдингу «Вінницька агро-промислова група».

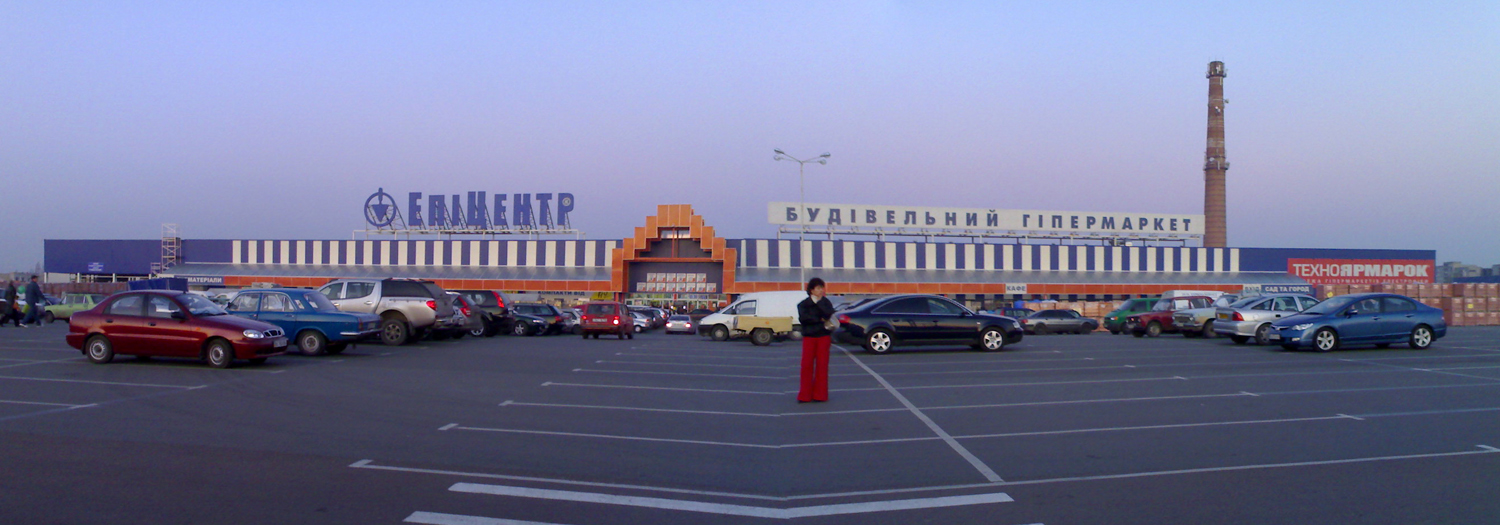
Магазин у Львові

Протягом 2014—2018 років було відкрито 14 торговельних центрів «Епіцентр» в різних містах України. Серед них — восьмий об'єкт у Києві.
Наступний період підйому мережі відбувся у передпандемічний 2019 рік. Тоді компанія відкрила 8 нових торговельних центрів у різних містах України.
Станом на грудень 2019 року мережа «Епіцентр К» налічує 60 торговельних центрів по всій Україні.
З початком введення жорстких карантинних обмежень для протидії пандемії Covid-19 рішенням місцевих влад торговельні центри були зачинені. «Епіцентр» і «Нова лінія» повідомили, що будуть продавати лише товари першої необхідності, прописані в розпорядженні Кабміну, та потрібні для населення.
Заступник міністра внутрішніх справ Антон Геращенко заявив, що контролюватиме дотримання карантину «Епіцентром».
Після введення «карантину вихідного дня», в мережі пожартували про зміну порядку роботи і запровадження «72-годинної п'ятниці». Соцмережі у відповідь потролили «Епіцентр», на заяву відреагував міністр охорони здоров'я України Максим Степанов.
У 2020 році компанія відкрила сім нових і шість реформованих ТЦ у різних регіонах України. На початку 2021 року торговельна мережа ритейлера об'єднувала 64 ТЦ «Епіцентр» та 11 гіпермаркетів «Нова лінія».
2 лютого 2021 року в Первомайську Миколаївської області згорів гіпермаркет, вогонь знищив 4000 м² приміщень. Причина пожежі — підпал.
На початку 2021 року в «Епіцентрі» з'явився новий конкурент — шведська IKEA, що зайшла на український ринок, спочатку відкривши інтернет-магазин та збираючись відкрити перший торговельний центр у київському Blockbuster Mall. В «Епіцентрі» вирішили до цього «підготуватися», розмістивши навпроти ТРЦ банер-пародію на гасло «IKEA. Ідеї для вашого дому», на ньому було написано «Є ІDЕЯ і є рішення. В Епіцентрі є все!». Компанія почала роздавати безкоштовні брендовані маски, через що на відкритті магазину IKEA були присутні люди в масках із гаслом «Епіцентру». Шведська мережа поскаржилася на це адміністрації Blockbuster Mall, після чого роздавати такі маски було заборонено.
У серпні стало відомо, що «Епіцентр» стає якірним орендарем третьої черги Blockbuster Mall, аби відкрити торговельний центр поруч із першим в Україні IKEA. Він стане першим в історії мережі магазином, що відкрився в ТРЦ, а не в збудованій саме для нього будівлі.
У 2021 році компанія відкрила 13 нових та перебудованих ТЦ.
6 липня 2024 року відчинився перший парк розваг «Epilend» у столичному ТРЦ на вулиці Полярній, 20 д.

### Торговельні центри
Станом на серпень 2025 року у складі мережі «Епіцентр К» 65 діючих торговельних центрів, також компанія володіє 6 гіпермаркетами «Нова лінія». Ще 10 об'єктів — зруйновано або тимчасово не працюють.

### Супермаркети
У 2024 році компанія почала розвивати мережу супермаркетів «Епіцентр Експрес». Станом на 1 серпня 2025 року відкрито понад 90 таких супермаркетів в різних містах України.

### Інтернет-магазин
У 2016 році відкрито інтернет-магазин 27.ua (з грудня 2019 року — epicentrk.ua).
У 2020 році компанія почала розвивати маркетплейс.
Станом на серпень 2025 року відкрито понад 270 центрів видачі замовлень.

### Логістика
У липні 2015 року під Києвом на базі найбільшого логістичного центру компанії був відкритий новозбудований митний термінал «Калинівка». Він став одним з найсучасніших митних комплексів в Україні, що надають європейські стандарти обробки та обслуговування вантажів і транспортних засобів.

### Спортивні мережі
У вересні 2015 року «Епіцентр» підписав договір про партнерство з міжнародною мережею магазинів спортивних товарів Intersport. Станом на кінець 2022 року компанія відкрила близько 60 магазинів Intersport у 25 містах України. 2023 року «Епіцентр» купив польську мережу Intersport за 10 млн євро, було оголошено про плани об'єднати Intersport Польща та Intersport Україна. У 2020 році «Епіцентр К» уклав угоду з польською компанією OTCF щодо розвитку монобрендової мережі магазинів 4F в Україні. Перший магазин відкрився 1 серпня у київському торговельно-розважальному центрі Retroville. На кінець 2021 року мережа налічувала 4 торгові точки: три у столиці та одну в Харкові.
У тому ж році «Епіцентр К» почав розвиток у країні на правах франшизи мережі спортивного одягу та взуття The Athlete's foot (TAF). Бренд є дочірнім проєктом Intersport International Corporation. Перший магазин відкрився 26 грудня 2020 року в ТРЦ Blockbuster Mall у Києві, другий — у ТРЦ Retroville.

### Агробізнес
У 2015 році компанія «Епіцентр К» купила контрольний пакет (80 %) акцій холдингу «Вінницька агропромислова група», що є великим виробником сільськогосподарської продукції.
2020 року група завершила операцію з придбання частки активів «Сварог Вест Груп» у Хмельницькій області. Внаслідок приєднання нових активів загальна площа земель, що перебувають в обробці сільськогосподарських підприємств «Епіцентр Агро», збільшилася майже на 40 % — до 160 тис. га, а обсяги посівних площ на території Хмельницької області у структурі агрохолдингу досягли 45 %.
«Епіцентр Агро» обробляє 160 000 га с/г земель у 5 областях (Вінницька, Хмельницька, Тернопільська, Київська, Черкаська, Житомирська) і має 20 тваринницьких ферм. Вирощує зернові та олійні культури: пшеницю, кукурудзу, соняшник, ріпак, сою. Має 15 елеваторів на 1,5 млн т одночасного зберігання зерна.
За власними даними, входить до ТОП-7 найбільших агрохолдингів України.

### Керамічна плитка
У 2021 році запущено завод з виробництва керамічної плитки та керамограніту Epicentr Ceramic Corporation у смт. Калинівка Київської області. Будівництво розпочато 2019 року. Компанія «Епіцентр» інвестувала 3 млрд грн у його будівництво (планова потужність 12-15 млн м2/рік). Потужність першої черги заводу становить 6 млн² плитки на рік. Обладнання для заводу поставляла італійська компанія SACMI, яка за умовами угоди також відкрила своє представництво і сервісний центр в Україні.
У тому ж році група провела модернізацію ще одного заводу з виробництва плитки — «Карпатська кераміка» у місті Калуш Івано-Франківської області. Проєкт передбачає поступове збільшення потужності з 2,5 до 8,5 млн м² плитки на рік.

### Деревообробка
Деревообробне підприємство групи — ЦСМ «Осмолода» — також розташоване в Калуші Івано-Франківської області. Воно здійснює повний цикл переробки деревини і є одним із найбільших підприємств регіону. Компанія переробляє до 10 тис. м³ деревини на місяць.

### Хімчистки для одягу
У березні 2022 року в магазинах мережі почали запускати хімчистки «Мультисервіс», перші точки було відкрито в ТЦ у Івано-Франківську та на вулиці Полярній у Києві.

### Зарядні хаби
У вересні 2023 було запущено мережу зарядних хабів для електромобілів по всій торговельній мережі.

## Інвестиції
У 2021 році почато інвестиційну програму:
- Розвиток елеваторного господарства: будівництво п'яти елеваторів;
- Розвиток логістики: будівництво чотирьох логістичних фулфілмент-центрів;
- Будівництво логістичного комплексу в Калинівці Київської області;
- Модернізація заводу «Карпатська кераміка» (Калуш, Івано-Франківська область);
- Будівництво IQ-офісу (Городок, Хмельницька область)[60].

7 березня 2023 року на аукціоні Фонду держмайна було приватизовано майновий комплекс ДП «Укроборонресурси», який Епіцентр купив за майже 211 млн, він також включає дві земельні ділянки площею 18,28 га (в Києві на Саперно-Слобідському проїзді, 3 і в Стрию на вул. Сколівській, 14).
9 липня 2025 року, у місті Дніпрі, на архітектурно-містобудівній раді міста презентовано проєкт масштабного будівництва торгівельного комплексу «Епіцентр» розміром з 20 футбольних полів. Територія для будівництва (11 га) визначена за Амурським мостом, на вул. Академіка Белелюбського, 1.

## Втрати внаслідок військової агресії РФ

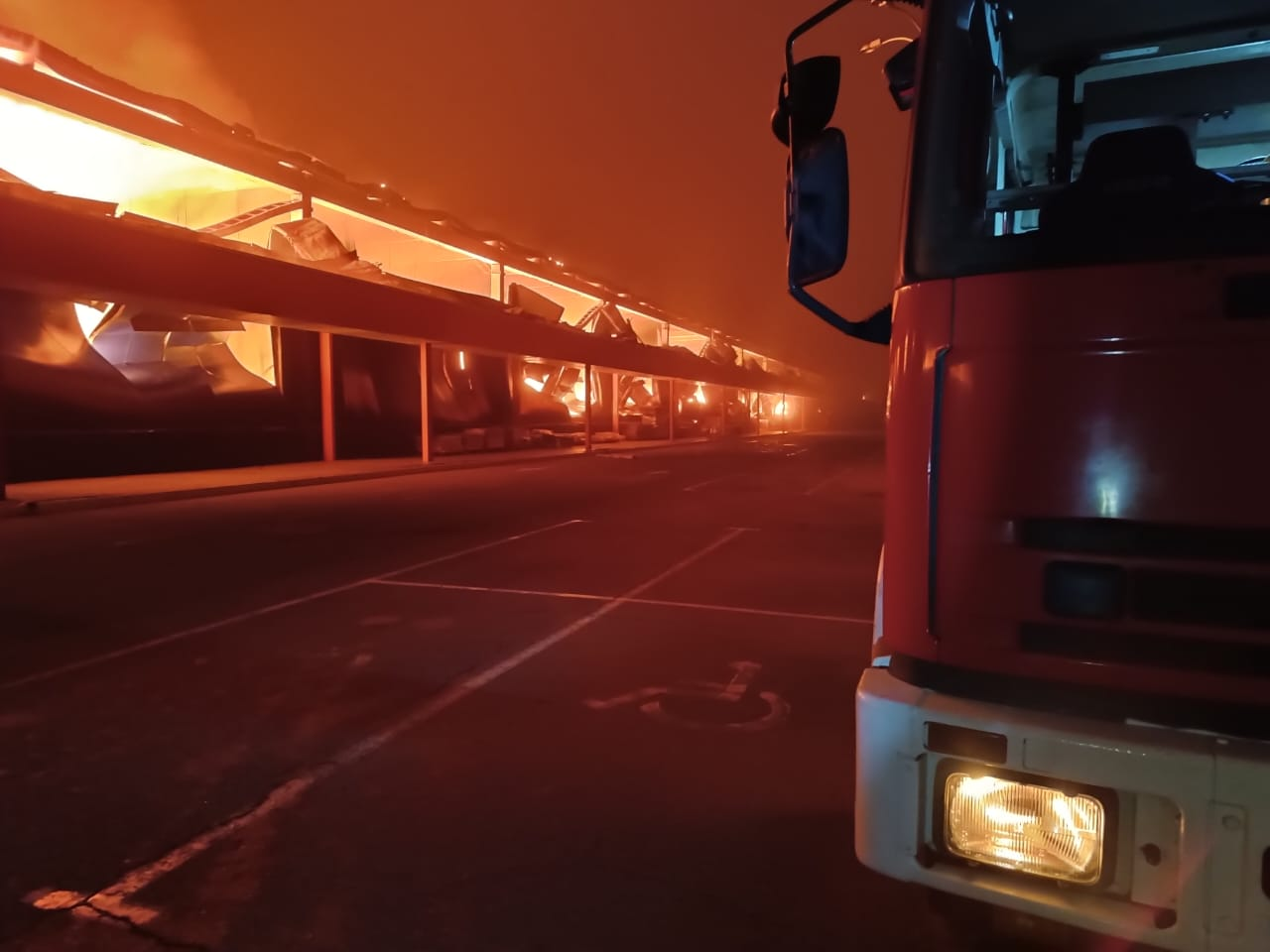
Херсонський «Епіцентр» після російського обстрілу 3 лютого 2023 року

В ході повномасштабного вторгнення Росії 2022 року було зруйновано ТЦ у Чернігові, Маріуполі та Бучі, а 2023 року — в Херсоні. На початку березня 2024 — «Епіцентр» у Нікополі. А у 26 травня 2024 року у «Епіцентр» у Харкові на Салтівці. Шість ТЦ — два у Херсоні та два у Харкові, а також у Мелітополі і Краматорську — були закриті через бойові дії та окупацію українських територій. Власники мережі перереєстрували магазини в тимчасово окупованому РФ Криму і вони продовжили роботу. В окупованих частинах Донецької та Луганської областей компанії перереєстровано, вони продовжили роботу.
6 червня 2024 року армія РФ завдала удару по Херсону, пошкодивши магазин «Епіцентр».
В ніч на 26 липня 2025 було завдано удару по «Епіцентру» в Кам'янському.

## Спонсорство

### Важка атлетика
Мережа є партнером Федерації важкої атлетики України. Олександр Герега — президент Федерації.

### Спортклуби
У вересні 2008 року «Епіцентр» побудував спортивний клуб для дітей та юнацтва у місті Городок Хмельницької області. У 2014 році відкрився другий спортивний комплекс «Епіцентр». У 2015—2018 роках спорткомплекси «Епіцентр» з'явилися у Хмельницькому, Кам'янець-Подільському, Плужному та Славуті[джерело?].

### Соціально-спортивні школи Фонду «Реал Мадрид»
2018 року Епіцентр заснував фонд «Епіцентр дітям», який у співпраці з іспанським фондом «Реал Мадрид» побудував у чотирьох регіонах України соціально-спортивні школи для дітей з незахищених родин: внутрішньо переміщених сімей, діти військових, діти-напівсироти, з малозабезпечених сімей, з груп ризику тощо. Перша школа заснована 8 жовтня 2018 року у Тернополі. Куратор та віце-президент ГО «Епіцентр дітям» — Тарас Герега.
У 2019 році соціально-спортивні школи з'явилися у Хмельницькому та Ірпені, а у вересні 2021 року в Києві відкрилася нова соціально-спортивна школа Фонду на базі трьох київських навчальних закладів.
Окрім безкоштовних занять з футболу та баскетболу, учні регулярно їздять до Мадриду та зустрічаються із зірками ФК «Реал Мадрид».

### Футбол
Компанія є спонсором ФК «Епіцентр» із Дунаївців Хмельницької області, компанія була спонсором чемпіонату «Євро-2012». У 2013 році було підписано договір про співробітництво між УАФ (тодi ФФУ) та «Епіцентром» У 2019 році компанія вдруге стала спонсором національної збірної України з футболу.
У 2018 році «Епіцентр» заснував Фонд «Епіцентр дітям», який у співпраці з іспанським фондом «Реал Мадрид» побудував 13 спортивних майданчиків у школах для дітей з соціально незахищених родин.
У 2019 році соціально-спортивні школи з'явилися у Хмельницькому та Ірпені, а у вересні 2021 року в Києві відкрилася соціально-спортивна школа Фонду на базі трьох київських навчальних закладів.

### Волейбол
У 2020 році «Епіцентр» підписав меморандум з Федерацією волейболу України, передбачала організацію фіналу Суперкубка України протягом п'яти років.

### Створення фільмів про український спорт
У 2021 році вийшла стрічка «Особлива атмосфера», спонсором якого виступила компанія. У травні 2022 відбулася прем'єра фільму про збірну України з футболу — «П'ять фіналів».

## Соціальна відповідальність
2020 року «Епіцентр» виділив 150 млн грн на боротьбу з пандемією. З серпня 2021 року «Епіцентр» у співпраці з Міністерством охорони здоров'я почав розгортати у своїх ТЦ облаштовані пункти масової вакцинації від коронавірусу COVID-19.
2019 року «Епіцентр» почав співпрацю з проєктом «Батарейки, здавайтесь!». У вересні 2021 року Епіцентр заявив про виділення коштів на відновлення київського костелу Св. Миколая в Києві.
Компанія долучилася до створення кількох гуманітарних штабів.

## Критика
Власник мережі Олександр Герега у минулому входив до фракції Партії регіонів, підтримував політику Януковича, зокрема, був одним з тих, хто голосував за Диктаторські закони в січні 2014 року, під час Євромайдану. Це було однією з причин того, що під час Євромайдану мітингувальники блокували гіпермаркети у Рівному, Хмельницькому, Львові, Дніпрі, Луцьку, але після цього магазини продовжили роботу.
2020 року, під час пандемії COVID-19 після введення «карантину вихідного дня», в мережі заявили про зміну порядку роботи і запровадження «72-годинної п'ятниці», щоб обійти це обмеження. Це викликало обурення у представників сфери малого та середнього бізнесу, які були змушені припинити свою роботу у зв'язку з карантинном. Міністр МОЗ Максим Степанов розкритикував це рішення, а Антон Геращенко заявив, що Нацполіція мала контролювати дотримання карантину магазинами мережі. У травні 2020 року міністр МВС Арсен Аваков опублікував статистику складених протоколів порушень карантинних норм, де «Епіцентр» фігурував як серйозний порушник, отримавши більше 10 % від кількості протоколів.

## Нагороди та відзнаки
- 2006—2023 — Переможець конкурсу «Вибір року»[103][104]
- 2008 — Переможець конкурсу «Бренд року»[105]
- 2007 — Лауреат національної премії «Український торговий Олімп»[106].
- 2010 — Переможець національного бізнес-рейтингу «Лідер галузі»[106].
- 2010—2017 — Переможець рейтингу «ТОП-100 кращих компаній України»[106].
- 2018 — Кращий ритейлер України в сегменті товарів для дому та затишку[106].
- З 2018 — Член Асоціації ритейлерів України[106].
- 2021 — Переможець Національного конкурсу «Благодійна Україна» в номінації «Благодійність в охороні здоров'я»[106].

## Інше
- 2008 — в Городку Хмельницької області було побудовано спортивний клуб «Епіцентр». [107]
- 2012 — вихованці спортивного клубу «Епіцентр» важкоатлет Олексій Торохтій, боксери Олександр Усик і Олександр Гвоздик завоювали дві золоті та одну бронзову медалі на літніх Олімпійських іграх в Лондоні. [108]
- Заснований 2016 року в Україні інтернет-магазин 27.ua входить до групи компаній «Епіцентр К» які належать Олександру Герезі.